# Lluita als Jocs Olímpics d'estiu de 1912 - lluita grecoromana masculina pes ploma
La prova del pes ploma de lluita grecoromana fou una de les cinc de lluita grecoromana que es disputaren als Jocs Olímpics d'Estocolm de 1912. Com la resta de proves de lluita sols hi podien participar homes. Hi van prendre part 38 participants, en representació de 13 països. La competició es va disputar del 6 al 15 de juliol de 1912.
La competició emprà un sistema de doble eliminació. En lloc d'emprar el sistema habitual d'eliminació en quadres a cada lluitador se li assigna un número. Cada lluitador s'enfronta contra el lluitador amb el següent número, amb la condició que no s'hi hagi enfrontat abans i que no sigui de la mateixa nacionalitat, excepte si això és necessari per evitar que algú lliuri. Quan un lluitador té dues derrotes queda eliminat, i quan sols en queden tres, els medallistes, es passa a una última ronda especial per determinar l'ordre de les medalles.

## Medallistes
| Or                   | Plata                  | Bronze             |
| Kaarlo Koskelo (FIN) | Georg Gerstäcker (GER) | Otto Lasanen (FIN) |

## Resultats

### Primera ronda
38 lluitadors comencen la competició.

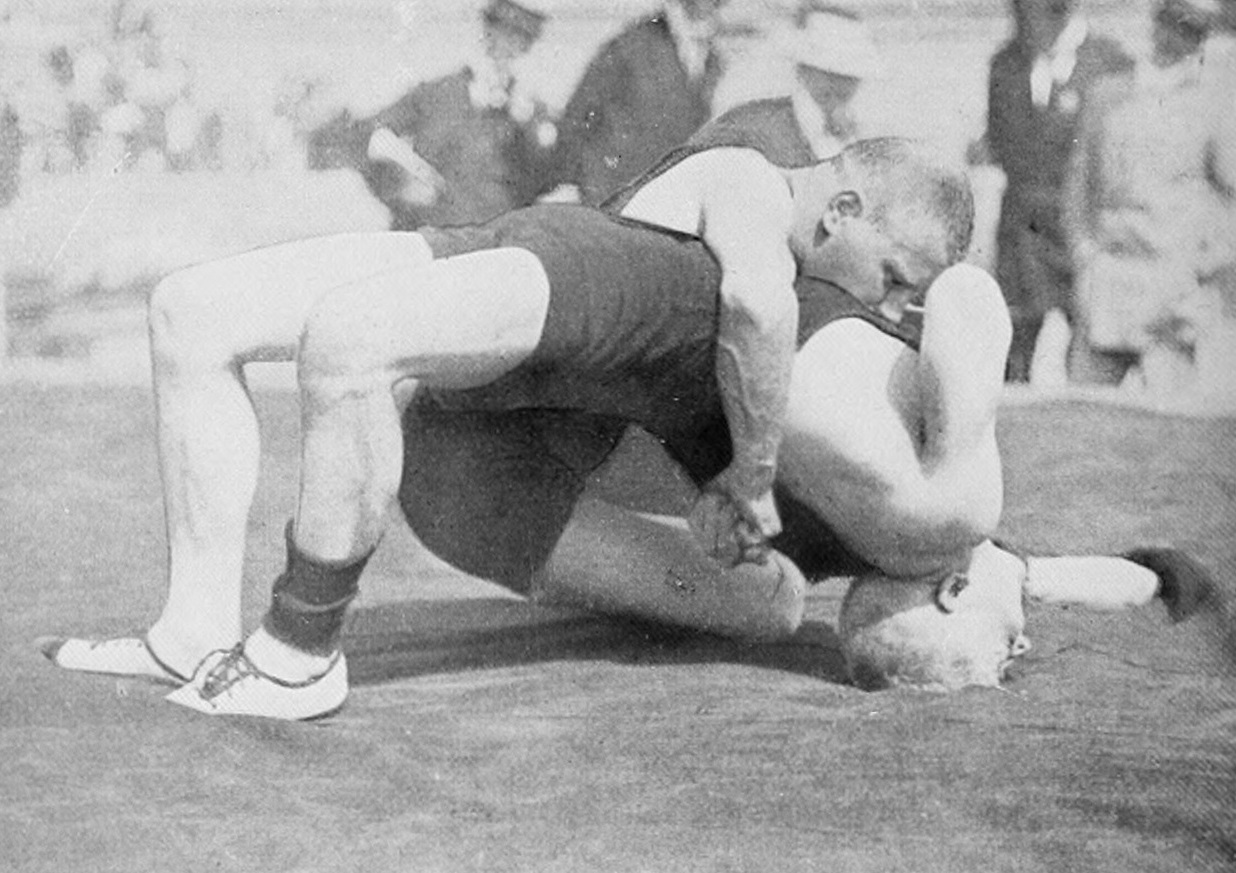
Combat entre Ewald Persson i Ragnvald Gullaksen.

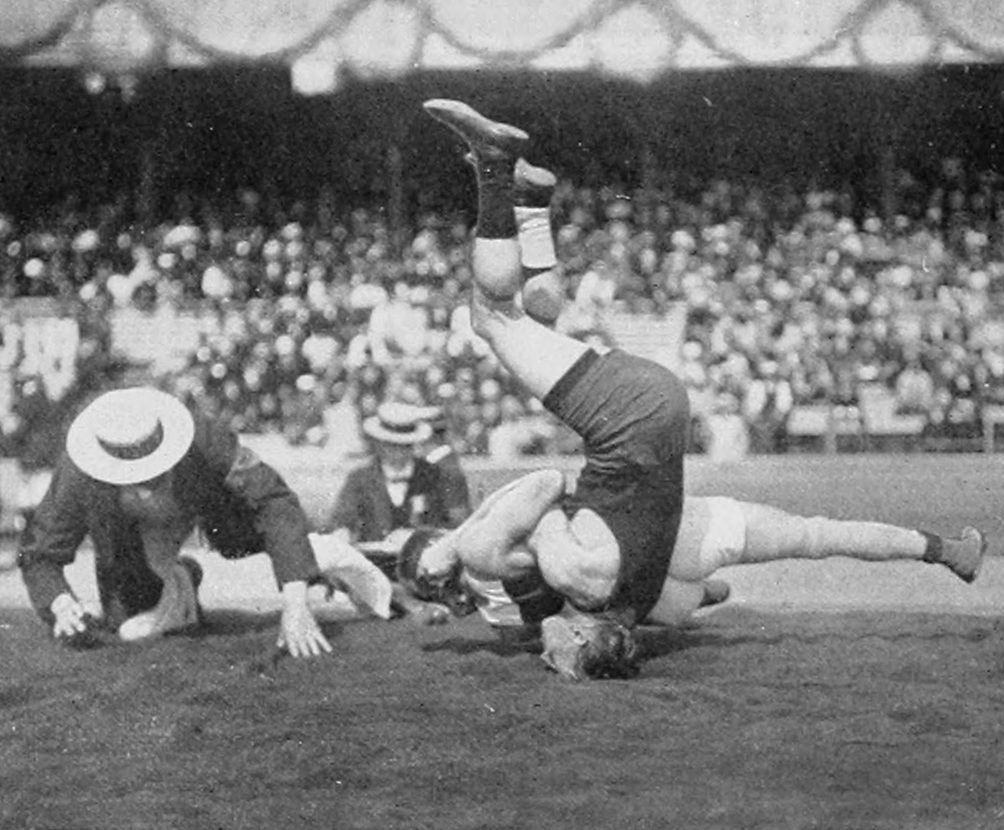
Combat entre Harry Larsson i Konrad Stein.

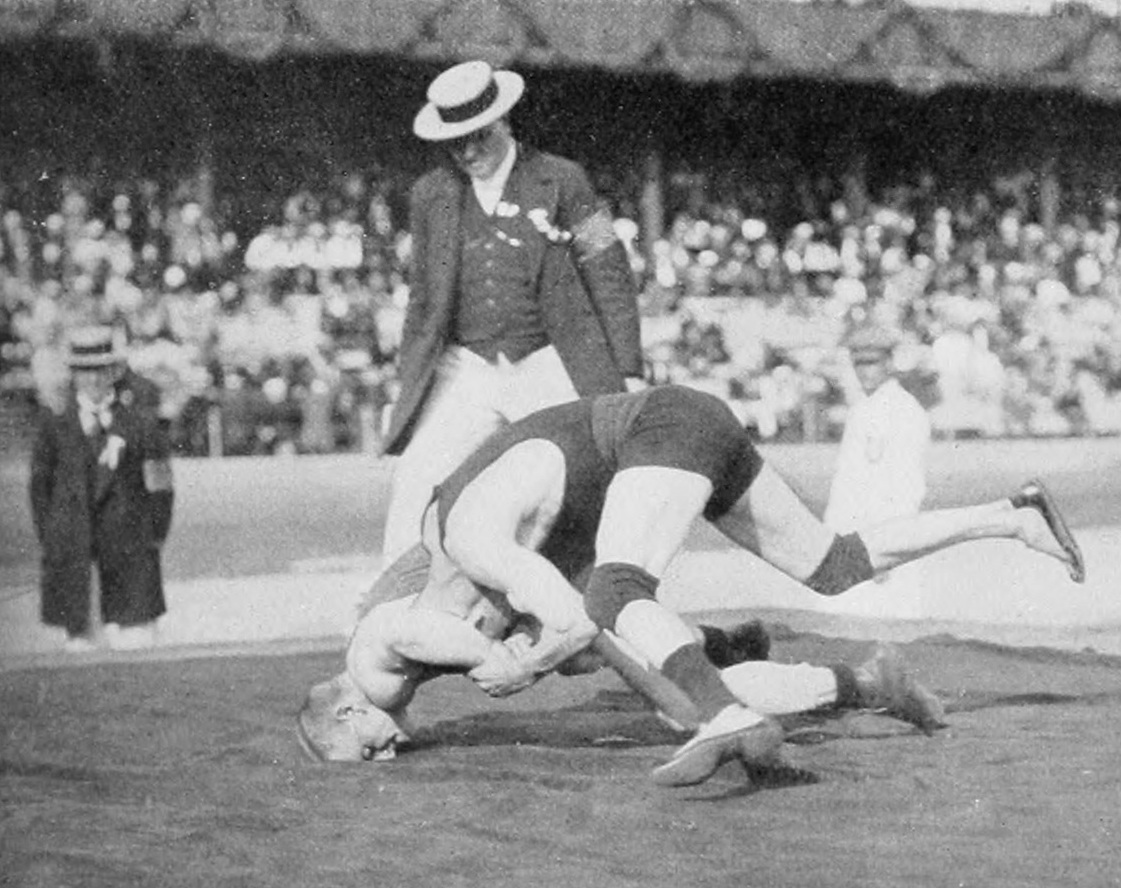
Combat entre Carl Hansen i Carl-Georg Andersson.

| Perduts | Vencedor                   | Perdedor                  | Derrotes |
| ------- | -------------------------- | ------------------------- | -------- |
| 0       | Hjalmar Lehmusvirta (FIN)  | Percy Cockings (GBR)      | 1        |
| 0       | Kaarle Leivonen (FIN)      | Mariano Ciai (ITA)        | 1        |
| 0       | Mikael Hestdahl (NOR)      | Bruno Åkesson (SWE)       | 1        |
| 0       | Erik Öberg (SWE)           | Alfred Taylor (GBR)       | 1        |
| 0       | Christian Arnesen (NOR)    | Josef Beránek (BOH)       | 1        |
| 0       | Pavel Pavlovich (RUS)      | Karl Karlsson (SWE)       | 1        |
| 0       | Otto Lasanen (FIN)         | Arvid Beckman (SWE)       | 1        |
| 0       | Ragnvald Gullaksen (NOR)   | Ewald Persson (SWE)       | 1        |
| 0       | Karl Kangas (FIN)          | Aleksandr Akondinov (RUS) | 1        |
| 0       | Harry Larsson (SWE)        | Konrad Stein (GER)        | 1        |
| 0       | József Pongrácz (HON)      | William Lyshon (USA)      | 1        |
| 0       | Hugo Johansson (SWE)       | Georg Andersen (GER)      | 1        |
| 0       | Georg Gerstäcker (GER)     | András Szoszky (HON)      | 1        |
| 0       | Verner Hetmar (DEN)        | Risto Mustonen (FIN)      | 1        |
| 0       | Lauri Haapanen (FIN)       | António Pereira (POR)     | 1        |
| 0       | George MacKenzie (GBR)     | Aleksandrs Miezīts (RUS)  | 1        |
| 0       | Carl-Georg Andersson (SWE) | Carl Hansen (DEN)         | 1        |
| 0       | Kaarlo Koskelo (FIN)       | Heinrich Rauß (AUT)       | 1        |
| 0       | Friedrich Scharrer (AUT)   | George Retzer (USA)       | 1        |

### Segona ronda
38 lluitadors prenen part en la segona ronda. 13 lluitadors foren eliminats. 6 més van patir la primera derrota, mentre 13 van continuar imbatuts.
| Perduts | Vencedor                   | Perdedor                   | Derrotes |
| ------- | -------------------------- | -------------------------- | -------- |
| 0       | Hjalmar Lehmusvirta (FIN)  | Mariano Ciai (ITA)         | 2        |
| 0       | Kaarlo Leivonen (FIN)      | Percy Cockings (GBR)       | 2        |
| 1       | Bruno Åkesson (SWE)        | Alfred Taylor (GBR)        | 2        |
| 0       | Erik Öberg (SWE)           | Mikael Hestdahl (NOR)      | 1        |
| 1       | Josef Beránek (BOH)        | Karl Karlsson (SWE)        | 2        |
| 0       | Paweł Pawłowicz (RUS)      | Kristian Arneson (NOR)     | 1        |
| 1       | Arvid Beckman (SWE)        | Ragnvald Gullaksen (NOR)   | 1        |
| 0       | Otto Lasanen (FIN)         | Ewald Persson (SWE)        | 2        |
| 0       | Harry Larsson (SWE)        | Karl Kangas (FIN)          | 1        |
| 1       | Aleksandr Ankondinow (RUS) | Konrad Stein (GER)         | 2        |
| 0       | József Pongrácz (HON)      | Georg Andersen (GER)       | 2        |
| 0       | Hugo Johansson (SWE)       | William Lysohn (USA)       | 2        |
| 0       | Georg Gerstäcker (GER)     | Risto Mustonen (FIN)       | 2        |
| 0       | Lauri Haapanen (FIN)       | András Szoszky (HON)       | 2        |
| 0       | Verner Hetmar (DEN)        | Aleksanders Meesits (RUS)  | 2        |
| 1       | António Pereira (POR)      | George MacKenzie (GBR)     | 1        |
| 0       | Kaarlo Koskelo (FIN)       | Carl Hansen (DEN)          | 2        |
| 0       | Friedrich Schärer (AUT)    | Carl-Georg Andersson (SWE) | 1        |
| 1       | Hans Rauss (AUT)           | George Retzer (USA)        | 2        |

### Tercera ronda
Bruno Åkesson i George MacKenzie, ambdós amb una derrota, abandonen la competició. 23 lluitadors prenen part en la tercera ronda, 13 que no han perdut cap combat i 10 amb un de perdut.
5 lluitadors foren eliminats. 5 van sobreviure a l'eliminació i 6 van perdre el seu primer combat. 7 lluitadors van continuar imbatuts, 
| Perduts | Vencedor                   | Perdedor                   | Derrotes |
| ------- | -------------------------- | -------------------------- | -------- |
| 0       | Hjalmar Lehmusvirta (FIN)  | Mikael Hestdahl (NOR)      | 2        |
| 0       | Kaarlo Leivonen (FIN)      | Erik Öberg (SWE)           | 1        |
| 1       | Josef Beránek (BOH)        | Paweł Pawłowicz (RUS)      | 1        |
| 1       | Arvid Beckman (SWE)        | Kristian Arneson (NOR)     | 2        |
| 0       | Otto Lasanen (FIN)         | Ragnvald Gullaksen (NOR)   | 2        |
| 1       | Karl Kangas (FIN)          | József Pongrácz (HON)      | 1        |
| 0       | Harry Larsson (SWE)        | Aleksandr Ankondinow (RUS) | 2        |
| 0       | Georg Gerstäcker (GER)     | Hugo Johansson (SWE)       | 1        |
| 0       | Lauri Haapanen (FIN)       | Verner Hetmar (DEN)        | 1        |
| 1       | Carl-Georg Andersson (SWE) | António Pereira (POR)      | 2        |
| 0       | Kaarlo Koskelo (FIN)       | Friedrich Schärer (AUT)    | 1        |
| 1       | Hans Rauss (AUT)           | Lliura                     | —        |

### Quarta ronda
18 lluitadors iniciaren la quarta ronda, 7 sense cap derrota i 11 amb una derrota.
7 lluitadors foren eliminats. 4 van sobreviure a l'eliminació. 2 van perdre el seu primer combat, mentre 5 van continuar imbatuts.
| Perduts | Vencedor                  | Perdedor                   | Derrotes |
| ------- | ------------------------- | -------------------------- | -------- |
| 0       | Hjalmar Lehmusvirta (FIN) | Hans Rauss (AUT)           | 2        |
| 0       | Kaarlo Leivonen (FIN)     | Josef Beránek (BOH)        | 2        |
| 1       | Erik Öberg (SWE)          | Paweł Pawłowicz (RUS)      | 2        |
| 1       | Karl Kangas (FIN)         | Arvid Beckman (SWE)        | 2        |
| 0       | Otto Lasanen (FIN)        | Harry Larsson (SWE)        | 1        |
| 1       | Hugo Johansson (SWE)      | József Pongrácz (HON)      | 2        |
| 0       | Georg Gerstäcker (GER)    | Lauri Haapanen (FIN)       | 1        |
| 1       | Verner Hetmar (DEN)       | Friedrich Schärer (AUT)    | 2        |
| 0       | Kaarlo Koskelo (FIN)      | Carl-Georg Andersson (SWE) | 2        |

### Cinquena ronda
11 lluitadors iniciaren la cinquena ronda, 5 sense cap derrota i 6 amb una.
Els cinc combats enfrontaren a lluitadors invictes amb d'altres que ja tenien un combat perdut. A diferència de la ronda anterior, en què els lluitadors invictes guanyaren els seus combats, en dos d'aquests combats guanyà el lluitador que tenia una derrota, evitant d'aquesta manera la seva eliminació. En dos combats més es va produir l'eliminació del lluitador que ja tenia un combat perdut. El combat entre Johansson i Lasanen fou donat per perdut a ambdós lluitadors Johansson va ser eliminat, mentre que Lasanen patí la primera derrota. Això va deixar només a Koskelo i Leivonen invictes, amb 3 homes que tenen la primera derrota.
| Perduts | Vencedor              | Perdedor                  | Derrotes |
| ------- | --------------------- | ------------------------- | -------- |
| 1       | Erik Öberg (SWE)      | Hjalmar Lehmusvirta (FIN) | 1        |
| 0       | Kaarlo Leivonen (FIN) | Harry Larsson (SWE)       | 2        |
| 2       | Hugo Johansson (SWE)  | Otto Lasanen (FIN)        | 1        |
| 1       | Karl Kangas (FIN)     | Georg Gerstäcker (GER)    | 1        |
| 0       | Kaarlo Koskelo (FIN)  | Verner Hetmar (DEN)       | 2        |
| 1       | Lauri Haapanen (FIN)  | Lliura                    | —        |

### Sisena ronda
8 lluitadors iniciaren la sisena ronda, 2 sense derrotes i 6 amb una.
Dos dels enfrontaments foren entre lluitadors amb una derrota. En els altres dos, Leivonen i Koskelo, que no havien perdut cap combat, s'enfronten a lluitadors amb una derrota. Leivonen perd el primer combat, mentre Koskelo elimina a Kangas i es manté invicte.
| Perduts | Vencedor               | Perdedor                  | Derrotes |
| ------- | ---------------------- | ------------------------- | -------- |
| 1       | Erik Öberg (SWE)       | Lauri Haapanen (FIN)      | 2        |
| 1       | Georg Gerstäcker (GER) | Hjalmar Lehmusvirta (FIN) | 2        |
| 1       | Otto Lasanen (FIN)     | Kaarlo Leivonen (FIN)     | 1        |
| 0       | Kaarlo Koskelo (FIN)   | Karl Kangas (FIN)         | 2        |

### Setena ronda
5 lluitadors iniciaren la setena ronda, 1 sense cap derrota i 4 amb una. Leivonen perd el segon combat consecutiu i queda eliminat. Lasanen supera a Öberg i Koskelo, que havia lliurat en aquesta ronda, també passa a la final.
| Perduts | Vencedor               | Perdedor              | Derrotes |
| ------- | ---------------------- | --------------------- | -------- |
| 1       | Georg Gerstäcker (GER) | Kaarlo Leivonen (FIN) | 2        |
| 1       | Otto Lasanen (FIN)     | Erik Öberg (SWE)      | 2        |
| 0       | Kaarlo Koskelo (FIN)   | Lliura                | —        |

### Ronda final

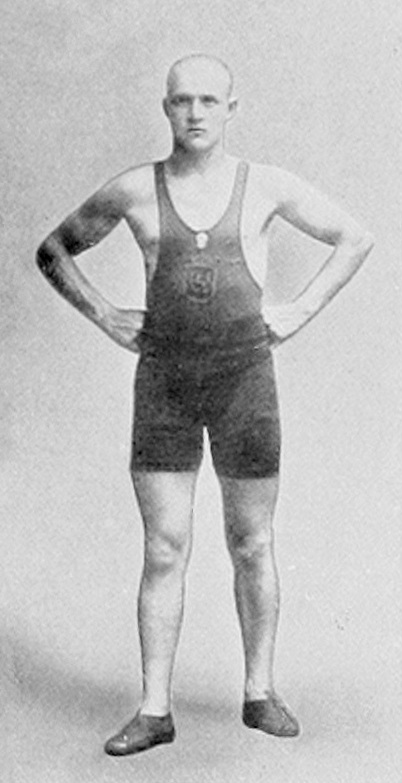
El medallista d'or, el finlandès Kaarlo Koskelo.

Amb sols tres lluitadors, tots els resultats previs s'ignoren en la ronda final.
El vencedor final és Koskelo, que no perd cap combat en tot el torneig.
| Combat |      | Vencedor               | Perdedor               |        |
| ------ | ---- | ---------------------- | ---------------------- | ------ |
| A      | al C | Georg Gerstäcker (GER) | Otto Lasanen (FIN)     | al B   |
| B      | al C | Kaarlo Koskelo (FIN)   | Otto Lasanen (FIN)     | Bronze |
| C      | Or   | Kaarlo Koskelo (FIN)   | Georg Gerstäcker (GER) | Plata  |